# Elgiganten
Elgiganten Aktiebolag är en varuhuskedja inom hemelektronik och vitvaror med 170 butiker och varuhus i Sverige (2025). Företaget har närmare 3 600 anställda i Sverige. Elgiganten ingår i den norska Elkjøp-koncernen med verksamhet i alla de nordiska länderna. Det första varuhuset i Sverige öppnade den 28 september 1994 i Barkarby handelsplats i Järfälla kommun. Kedjans nordiska distributionscenter (centrallager) ligger i Jönköping och förser Elkjøps alla 425 varuhus i Norden med varor.
Den 16 maj 2014 blev det klart att Elkjøps brittiska ägare Dixons Retail och The Carphone Warehouse, ägare till The Phone House, skulle gå samman. Därmed bildades Dixons Carphone som 2021 bytte namn till Currys.
2019 meddelade Elgiganten att de påbörjat ett samarbete med betaltjänstbolaget Adyen för att hantera betalningar på nätet och i butik i Norden.

## Elgiganten Phone House
Elgiganten Phone House är en del av Elgiganten och bär sedan september 2015 namnet från de båda kedjorna i Sverige. Elgiganten Phone House-butikerna finns i gallerior och stadskärnor och är specialiserade på mobil kommunikation. Man är oberoende återförsäljare av alla stora operatörer; Tre, Tele2, Telia, Telenor och Halebop och utvalda tillverkare i sortimentet är Apple, Samsung, HTC, Sony och LG med flera. Elgiganten Phone House riktar sig både till privatpersoner och företagskunder.
Phone House grundades 1984 av Bob Erixon, då som GEAB. Idag ägs Phone House av Dixons Carphone efter att tidigare ägarna The Carphone Warehouse och nuvarande delägarna Dixons Retail slagits samman och bildat Dixons Carphone. Elgiganten Phone House är en del av Elgiganten AB. Phone House har butiker i Storbritannien, Portugal, Nederländerna, Norge, Spanien, Tyskland och Irland. Phone House har 2400 butiker i åtta länder.

## Utmärkelser
Elgiganten blev utsedd till Årets Butikskedja 2018 på branschföreningen Svensk Handels och tidningen Markets gala Retail Awards. 
"Handelns mäktigaste" (om VD Niclas Eriksson) enligt Market, en nyhetstidning för svensk detaljhandel.
Vinnare – årets logistiksatsning 2017 på branschföreningen Svensk Handels och tidningen Markets gala Retail Awards.